# Olympia Fields
Olympia Fields – wieś w Stanach Zjednoczonych, w stanie Illinois, w hrabstwie Cook.